# Syndrome de Lyell
 Mise en garde médicale
Le syndrome de Lyell ou nécrolyse épidermique toxique (NET) ou érythrodermie bulleuse avec nécrolyse est un état dermatologique potentiellement mortel et induit dans 70 % des cas par un médicament (tel que les sulfamides ou des anti-inflammatoires non stéroïdiens), entrainant une réaction du système immunitaire mal comprise et aboutissant à la nécrose des kératinocytes comme dans une brûlure thermique ou chimique. Des atteintes infectieuses ont été évoquées, surtout chez l'enfant.
Il est décrit comme l'affection dermatologique la plus grave qui puisse se produire,.
Il tire son nom du dermatologue écossais Alan Lyell (4 novembre 1917 – 2 novembre 2007).

## Épidémiologie
L'incidence du syndrome de Lyell est évaluée à environ 1 cas par million d'habitants par an. En Europe, l’incidence conjointe avec le syndrome de Stevens-Johnson est de 2 cas par million d’habitants par an. Dans certains pays d'Asie l'incidence pourrait être plus forte pour des raisons génétiques.
Les facteurs de risques sont multiples, parmi eux on trouve l'âge : le risque augmente au-delà de la quarantaine, le sexe : le syndrome touche plus les femmes,. L'infection virale par le virus de l'immunodéficience humaine (VIH) surtout en cas de syndrome d'immunodéficience acquise (SIDA) provoque une incidence de syndrome de Stevens-Johnson 10 à 100 fois plus élevée que la population générale,. Les patients ayant subi une greffe de moelle osseuse allogénique pour cause de réaction contre le greffon sont plus susceptibles de souffrir d'effets secondaires liés aux médicaments.

## Physiopathologie
La réaction immunitaire est encore mal connue.
Plusieurs études d'observation de types cas-témoins ont démontré pour cause principale l'allergie médicamenteuse (en absence de réaction due à une greffe). Dans 60 à 70 % des cas celle-ci peut être attribuée à un médicament bien précis, dans 20 à 30 % des cas elle survient chez des patients polymédicamentés (le plus souvent âgés), enfin dans 5 à 10 % elle est idiopathique chez des patients niant toute prise médicamenteuse,. En cas d'absence de médications l'origine peut être expliquée par des infections, notamment les pneumopathies atypiques à mycoplasma pneumoniae,.
L'imputabilité médicamenteuse relève de plusieurs éléments : la notion de médicament récemment introduit, la survenue des premiers symptômes de manière très caractéristiques 7 à 21 jours après la prise (ainsi qu'un délai de quelques heures en cas de récidive) ou le renseignement par des centres de pharmacovigilance.
Les médicaments à haut risque de NET (cf. tableau) sont les sulfamides anti-infectieux, les antibiotiques, les anti-inflammatoires non stéroïdiens, les antiépileptiques, les antiviraux et les médicaments du traitement de la crise de goutte.
D'autres médicaments peuvent également entraîner plus rarement une nécrolyse épidermique toxique comme l'ivermectine.
| Sulfamides anti-infectieux          | Sulfaméthoxazole-triméthoprime (Bactrim) Sulfadiazine Sulfasalazine Sulfaforazole (Pédiazole) Sulfadoxine |
| Antiépileptiques                    | Lamotrigine Carbamazépine Phénytoïne Phénobarbital                                                        |
| Anti-inflammatoires non stéroïdiens | Phénylbutazone Piroxicam Ténoxicam Méloxicam Ibuprofène Kétoprofène                                       |
| Antiviraux                          | Névirapine                                                                                                |
| Hypo-uricémiants                    | Allopurinol                                                                                               |
| Antibiotiques                       | Pénicilline Céphalosporines Quinolones                                                                    |

## Clinique
La présentation clinique est assez stéréotypée et donc facilement reconnaissable, on y retrouve des symptômes cutanéomuqueux et viscéraux.

### Prodromes
Les prodromes sont représentés par plusieurs signes cliniques : rhinopharyngite, asthénie, fièvre, angine. Ils précèdent d'une semaine les symptômes,,,.

### Symptômes

#### Symptômes cutanéomuqueux

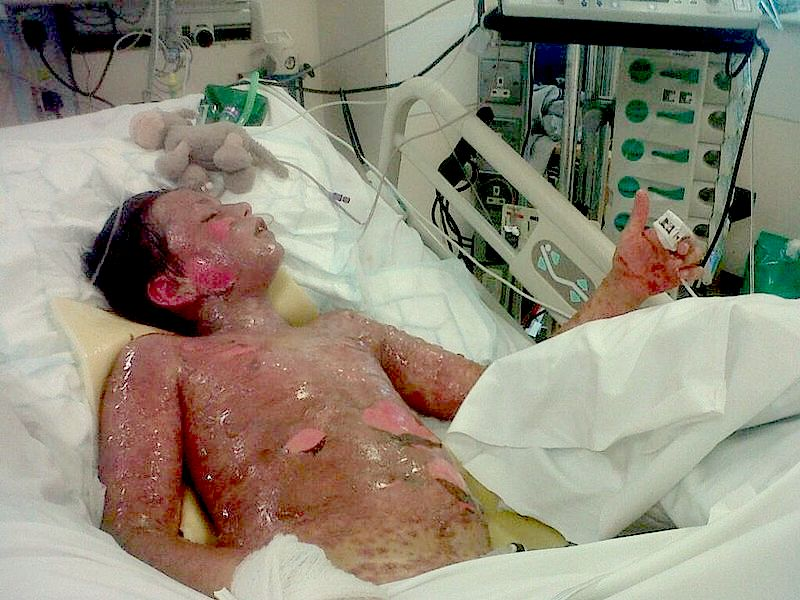
Lésions cutanées du syndrome de Lyell en réaction à l'Ibuprofène

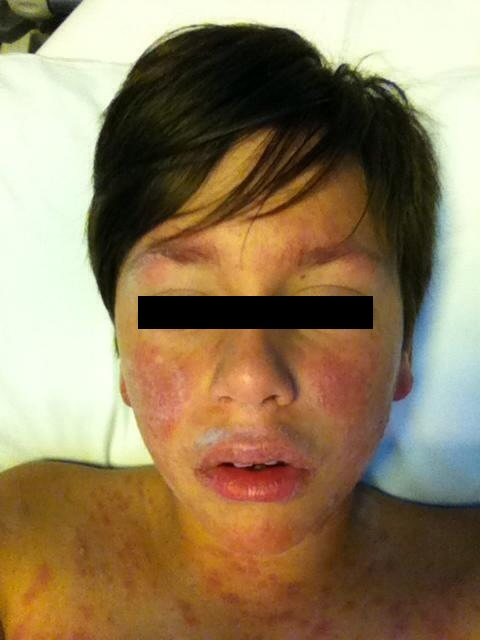
Lésions cutanées du syndrome de Lyell en réaction à l'Ibuprofène

Les premiers signes cliniques cutanés surgissent entre 4 et 28 jours après la première prise médicamenteuse,,,.
La clinique cutanée est une éruption érythémateuse douloureuse fébrile, constituée de macules à centre foncé. L’éruption débute au visage et à la partie supérieure du tronc et la partie proximale des membres, les vésicules se recouvrent de manière plus ou moins confluentes,,. Un érythème palmo-plantaire par extension aux téguments est classique. Le cuir chevelu est toujours respecté. Après une période d'extension variable le signe de Nikolsky devient positif, tout traumatisme arrache des lambeaux d'épiderme,.
La clinique muqueuses est plus variée, c'est un symptôme habituel retrouvé dans 85 à 90 % des cas,,, elle précède les symptômes cutanés dans un tiers des cas. L'attente est par ordre de fréquence : la muqueuse pharyngée, oculaire, génitale et anale.
Des séquelles au niveau oculaire peuvent demeurer dans plus de 90 % des cas,, et peuvent être sources d'altération de l'acuité visuelle.

#### Symptômes viscéraux
Les signes cutanés peuvent s'accompagner de signes viscéraux. Ces manifestations découlent de la perte des fonctions principales de la peau et de la nécrose des organes. Les défaillances sont multiples : augmentation des pertes liquidiennes de 2 à 3 litres par jour induisant une hypovolémie pouvant conduire à une insuffisance rénale aiguë fonctionnelle et une défaillance cardiaque, une colonisation bactérienne provoquant de graves infections systémiques, des troubles de la thermorégulation, une dénutrition par augmentation de la réponse énergétique, ainsi que des anomalies de la réponse immune,,,,.
Les atteintes peuvent s'étendre à plusieurs organes et touchent majoritairement les voies respiratoires et l’appareil digestif,,. Le poumon : le poumon avec un œdème pulmonaire lésionnel entrainant un syndrome de détresse respiratoire aiguë (la présence d'une polypnée avec hypoxémie peut témoigner d’une nécrose de l’épithélium bronchique, entraînant un pronostic très défavorable) ; l'œsophage avec une œsophagite ; le tube digestif avec une diarrhée, des douleurs abdominales, une colite voir une perforation ; et le foie avec une hépatite dans environ 10 % des cas,, cette atteinte peut résulter du médicament, d'un sepsis ou d'un choc.

## Pronostic
La régénération d’un épiderme normal est rapide, 15 à 21 jours. Mais en attendant, l’étendue des décollements met en jeu le pronostic vital, surtout en cas d’atteinte muqueuse diffuse touchant la trachée et les bronches, ce qui survient dans environ 20 % des cas et se manifeste par une polypnée.
Le taux de mortalité est de 20 à 25 %.

## Diagnostic différentiel
Bien que le diagnostic soit clinique, une biopsie cutanée devra être effectuée dans un but médico-légal, afin de différencier avec certitude un syndrome de Lyell de : bulloses auto-immunes, d'une épidermolyse staphylococcique ou de la pustulose exanthématique aiguë généralisée,.

## Traitements
La prise en charge consiste d'abord à un transfert dans des unités spécialisées permettant d'assurer des conditions d'asepsie nécessaire (gants et draps stériles...) et une température de 28-32 °C pour permettre une facilitation de la thermorégulation. Elle consiste ensuite en un remplissage vasculaire par une solution d'électrolytes pour combler les pertes hydriques.
La surveillance pulmonaire est assurée durant toute la prise en charge, de l'arrivée aux urgences ou pendant le transport médicalisé. Des examens complémentaires comme une gazométrie artérielle peuvent être réalisés pour rechercher une hypoxémie ou une hypocapnie qui évoquerait une atteinte broncho-pulmonaire.
Il n’existe actuellement, pas de traitement de fond de validité démontrée.
Le médicament présumé responsable et ses analogues doivent être définitivement contre-indiqués chez le patient atteint. Le cas doit être notifié à la pharmacovigilance. Il n’a jamais été observé de récidive en dehors de la réintroduction d’un médicament impliqué lors du premier épisode.